# Сааг

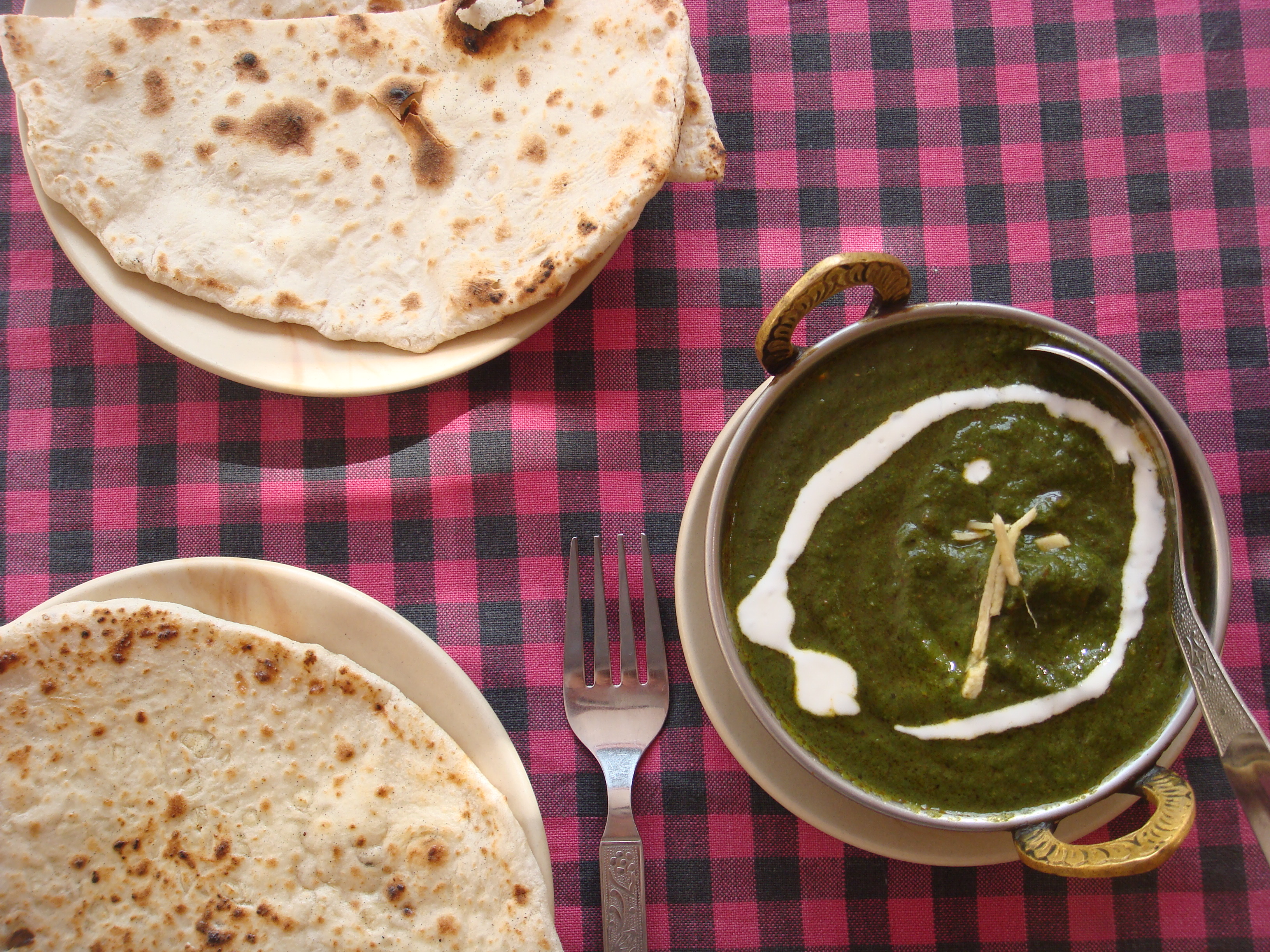
Баранина (вівці) Сааг з нан хліб

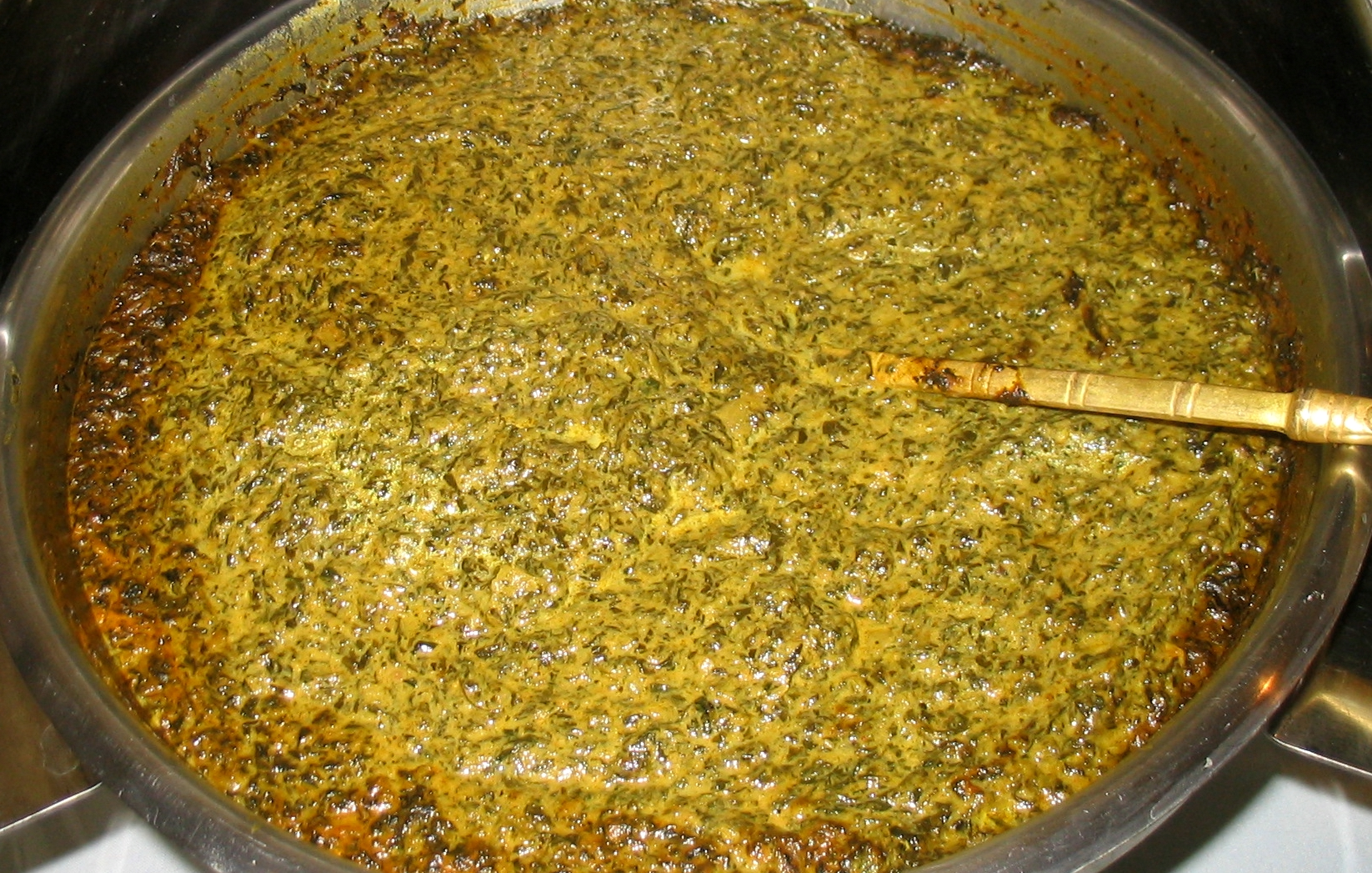
Saag paneer шпинат та сир

Saag, sag або сага — листова овочева страва, яку їдять на Індійському субконтиненті з роті або наан (хліб)  чи рисом. Saag може бути виготовлений з гірчичної зелені, базилли, зелених зерен, дрібно нарізаної брокколі або іншої зелені, а також доданих спецій. Цю страву готують в  Бангладеш, Непалі, Одіші, Кашмірі, Трипурі, Ассамі, Пенджабі, та Західній Бенгалі.
Сааг поширений у штаті Одіша, де його їдять разом з пахалою. Пурі сааг є однією із страв, які пропонують Джаганнатху у храмі Шрі Джаганнатх  в рамках Махапрасаду. Сааг також популярний у  регіонах Індії, де найпоширенішим препаратом є сарсон да сааг (листя рослини гірчиці).  Загальноприйнятими стравами панджабської кухні, які також подаються у ресторанах є saag gosht (шпинат  та коза), та Saag aloo (шпинат та картопля). У західному світі, де козу зазвичай замінюють бараниною, вони є дуже популярними на винос. 

## Варіації

### Одіша
Сага популярний у всьому штаті Одіша.В оддійській кухні він один з найважливіших овочів.  Великі сорти рослин використовуються як сага в Одіші. Нижче наведено перелік рослин, що використовуються як сага.
- Калама сага (କଳମ ଶାଗ) Ipomoea aquatica (водяний шпинат)
- Косала / Хада сага (କୋସଳା ଶାଗ / ଖଡା ଶାଗ): готується з листя амаранту .
- Баджі сага (ବଜ୍ଜୀ ଶାଗ): готується з листя Amaranthus dubius .
- Leutiā sāga (ଲେଉଟିଆ ଶାଗ) Листя Amaranthus viridis та ніжні стебла.
- Паланга сага (ପାଳଙ୍ଗ ଶାଗ) шпинат
- Poi sāga (ପୋଈ ଶାଗ): готується з листя основи та ніжних стебел.
- Барамасі / Саджана сага (ବାରମାସି / ସଜନା ଶାଗ): готується з листя дерева гомілки . Готується з сочевицею або окремо зі смаженою цибулею.
- Sunusuniā sāga (ସୁନୁସୁନିଆ ଶାଗ) Листя Marsilea polycarpa.
- Pitāgama sāga (ପିତାଗମା ଶାଗ) Gilnus oppositifolius .
- Pidanga sāga (ପିଡଙ୍ଗ ଶାଗ)
- Какхару сага (କଖାରୁ ଶାଗ): готується з листя гарбузової рослини.
- Мадаранга сага (ମଦରଙ୍ଗା ଶାଗ): готується з листя Alternanthera sessilis .
- Соріса сага (ଶୋରିସ ଶାଗ) : Зелень гірчиці
- Methi Saga (ମେଥୀ ଶାଗ): отримують з Methi або пажитника листя і Бесар (гірчичне паста), приготовлені з овочами. [3]
- Матара сага (ମଟର ଶାଗ): внутрішнє покриття гороху видаляється, а потім подрібнюється, щоб зробити сагу.
- Бахал саг
- Кулар саг
- Bhader sāg
- Джирел дал саг

### Бенгальська
Саг є одним з найважливіших овочів у бенгальській кухні. Він популярний у всьому штаті. Майже всі бенгальці використовують під час обіду щонайменше один саг щодня. Вони їдять смажений саг або невелику підливу (джол) з рисом. Нижче наведений перелік рослин, які використовуються як саг.
- Kalmi sāg Ipomoea aquatica (водяний шпинат)
- Косала / Хада саг: готується з листя амаранту .
- Bajji sāg: Готується з листя Amaranthus dubius .
- Leutiā sāg Amaranthus viridis листя і ніжні стебла.
- Pālong sāg: шпинат
- Puin sāg : готується з листя базолели та ніжних стебел.
- Bāramāsi / Sojnā sāg: готується з листя гомілкового дерева . Готується з сочевицею або окремо зі смаженою цибулею.
- Sunusuniā sāg листя Marsilea polycarpa.
- Pitāgama sāg
- Helencha SAG: Enhydra fluctuans
- Daata sāg
- Peyanj sāg: готується з зеленої цибулі.
- Мулор саг
- Lal sāg
- Lau sāg : Готується з листя та стебел рослини гарбузової пляшки .
- Кумро саг: готується з листя гарбузової рослини.
- Madarangā sāg: готується з листя Alternanthera sessilis .
- Сорше провисає : Зелень гірчиці
- Methi SAG: отримують з Methi або пажитника листя і Бесар (гірчичне паста), приготовлені з овочами.
- Matara sāg: Внутрішнє покриття гороху видаляється, а потім подрібнюється, щоб зробити сагу.

### Пенджаб
- Saag paneer - це страва, яка містить панір, вид сиру.
- Saag gosht - це варіант страви, приготовленої з гошем (м’ясом), часто з бараниною . Ця версія страви частіше зустрічається в Пакистані, оскільки м’ясо є більш поширеним у кухні країни. М’ясо зазвичай готують у тандирі перед тим, як його замаринувати в інших інгредієнтах.
- Алоо сааг (також пишеться аалу сааг) складається з вареного або смаженого алоо ( картоплі ) у каррі, виготовленому зі зменшеним листям гірчиці. Зазвичай його роблять з гірчичним листям у Пенджабі, хоча шпинат поширений в інших частинах світу. Сааг Aloo зазвичай подається гарячої, як правило, з Naan, чапати і Маккой ді Roti, і покрита зверху топленим .